# ヨハネス・アグリコラ
ヨハネス・アグリコラ（Johannes Agricola、1494年4月20日 - 1566年9月22日）は、ドイツの神学者、哲学者。マルティン・ルターの側近。
彼がよく用いた変名は、ヨハン・シュナイダー、シュニッター、スナイダー、シュネイダー、ヨハネス・アイスレーベン、マジスター・イスレビウス、ハンス・バウアーである。

## 生涯

### 教育
ヨハネスはシュネイダーマイスタース・アルブレヒト・シュニッターの息子でアイスレーベンで1494年に生まれた。彼は最初にブラウンシュヴァイクのマルチノイムギムナジウムに入学し1506年にライプツィヒの学校に転校した。1509年の冬学期にライプツィヒ大学に入学し教養学部で勉強を始めた。学士号、バカロレアの取得により学業を終えた彼はブラウンシュヴァイクで教師になった。1516年の春に復学し、開校して日の浅いヴィッテンベルク大で熱心な教師マルティン・ルターの生徒になった。まず彼は教養学部に登録する必要があり、そこで彼は1518年の早い時期に修士の学位を受けた。 彼はフィリップ・メランヒトンからも学び、そこで彼は1519年10月13日に神学の学士を取得した。

### 宗教改革の仕事

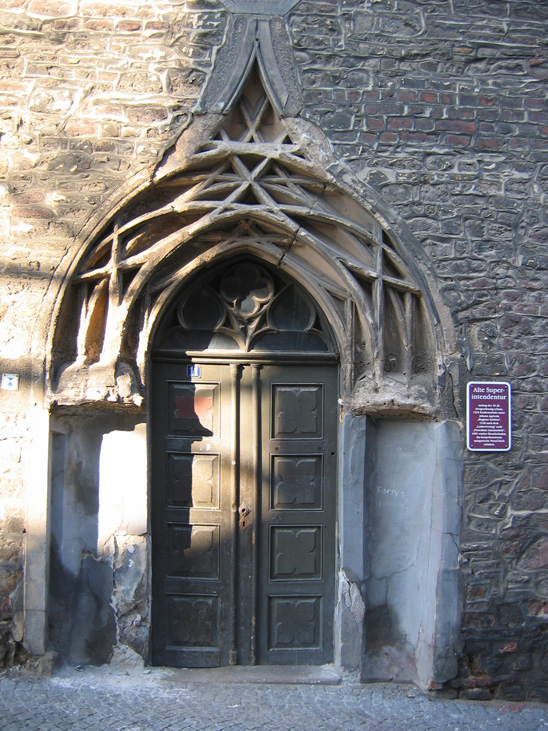
アイスレーベンの教区監督の家の玄関

学位取得後に彼は教員養成大学で校長として神学を教え、また説教者として働いた。1518年には既にルター版の主の祈りを出版した。アグリコラは95ヶ条の論題とライプツィヒ討論を研究中にルターの秘書も経験した。彼は1520年12月10日にルターがエルスター門の前でローマ教皇レオ10世から破門の教皇勅書を焼き捨てた時にも一緒だった。最終的に、彼は教皇教令を入手する事を手伝い、それも火で焼かれた。ルターがヴァルトブルク城に隠れ住んで不在だった間の1521年からは医学の勉強を始めたが、2年後に彼の妻とユストゥス・ヨナス（ドイツ語: Justus Jonas der Ältere）の助けにより神学の道に戻った。1525年にはルカの福音書の解説を発表し、1520年にはメランヒトンの弁証法に関する教養学の本に前書きを書いた。
アグリコラはヴィッテンベルクでは教師としてふさわしい働き口を見つけることができなかったので、彼は1525年に聖ニコライ教会の牧師になり、またアイスレーベンの古い教区監督の家の中で新たに設けられたラテン語学校の聖アンドレアスの校長になった。アイスレーベンで彼は最初の学校の規則を策定し、1526年から1527年にかけてドイツ語のカテキズムを書いた。さらに彼は聖書の翻訳者、解釈として特にドイツ語のことわざの収集において活躍した。
アグリコラは有能な説教者だったと推定される。彼は1526年から1529年と、アウクスブルクでは1530年にザクセン選帝侯領で選帝侯のヨハン不変公の元でシュパイアーの帝国議会に所属する牧師となった。さらに彼はルーテル教会の基本的な教えであるアウクスブルク信仰告白の策定でも働いた。
1527年にザクセンのクルクライス (現在のルターシュタット・ヴィッテンベルクの一地域) から最初の教会の参観が始まり、ルターやメランヒトンの最初の論争につながった。メランヒトンは、悔い改めは律法への恐れによってもたらされるとした内部の作業文書を書いた。これを手にしたアグリコラは介入の上で反対したが、ルター自身が提案した教会訪問の仕事の邪魔にならないように、メランヒトンの立場に立ったルターにより、異議を唱えないように勧められただけであった。
1536年には、アイスレーベンで公務に就いていた領主のアルブレヒト7世・フォン・マンスフェルト（ドイツ語: Albrecht VII. von Mansfeld）との緊張状態が生じた。彼は家族と一緒にヴィッテンベルクに移動し、最初はルターの家に受け入れられた。ヴィッテンベルクでアグリコラとルターは教会を代表し礼拝や説教をするようになった。
1537年にルターがシュマルカルデン同盟の会議から戻ったとき、アグリコラは最初にヨハネス・ブーゲンハーゲン（ドイツ語: Johannes Bugenhagen）と袂を分かつことで独自の道を歩み始めた。他の対立でルターとの論争は一時的に和解したが、再び論争になった。結局、選挙裁判所が介入しアグリコラのヴィッテンベルクでの滞在に制限が課せられた。
アグリコラは、もし対立が継続すれば家族の生命を危険にさらすだけだと悟り、8月中旬に密かにヴィッテンベルクを離れブランデンブルク選帝侯のヨアヒム2世の保護を得た。そこで彼は新しく建立されたベルリンの旧大聖堂と宮殿教会で宮廷付きの説教者、総監督、そしてブランデンブルク州で設立されたプロテスタント教会の視察訪問者として働いた。
1541年に出版物と主張を撤回しルターと個人的和解をしたにも関わらず、同年にアグリコラはレーゲンスブルクの議事堂付きの説教師を一部、引き受けた。
1548年に彼はアウクスブルクで、ナウムブルク·ザイツの司教のユリウス·フォン·プフルークと、教区は治めてはいないもののシドンで司教の肩書を持つミヒャエル・ヘルディヒと共に教理関係の仮の妥協案を作成するように皇帝カール5世によって任命された。この妥協でプロテスタントの基本的な要求が省略されたとして彼は他のプロテスタントの改革者によって批判され、盛んに嘲笑された。
ルター主義と続いた神学の込み入った論争のほとんどで、アグリコラは死の数年前にルター派正統主義者の中心人物たちの賛成を得てフィリップ派の影響を排除することができた。
1529年にアグリコラは300のドイツの諺集を編纂した。この最初の諺集に続き450種類を納めた諺集の第二弾が続いた。1534年に両方の部分を合わせた作品は　"Sybenhundert und Funfftzig Teutscher Sprichwörter, verneuwert und gebessert"　(新改独諺七百五十集) との名前がつけられた。
1566年に彼はベルリンで流行したペストのため死亡した。

## 家族
1520年にアグリコラはヴィッテンベルクでエルス・モシュハウアーと結婚した。1536年には9人の子供がおり、息子のハンス・アルブレヒト（1528年生）、フィリップとヨハン・アグリコラ・アイスレーベン・ジュニアの名前が知られている。

## 業績
- Drehundert gemener Sprickwörde, der wy Düdschen uns gebruken, unde doch nicht weten worher se kamen. Magdeburg 1528.
- Das ander teyl gemainer Tewtscher Sprichwörter, mit jhrer außlegung hat fünffthalb hundert newer Wörtter. Nürnberg 1530.
- Sybenhundert vnd Fünfftzig Teütscher Sprichwörter, verneüwert vnd gebessert. Hagenau 1534. Volltext - Google ブックス
- Ich ruf zu dir, Herr Jesu Christ (プロテスタント歌集 343; 書き上げられた年代は不明)
  - Band 1, 1686
  - Band 2, 1686
  - Band 3, 1686